# Kwaliteitsnorm Nederlandse Archeologie
De Kwaliteitsnorm Nederlandse Archeologie, afgekort als KNA, is de belangrijkste richtlijn voor archeologisch onderzoek in Nederland. De richtlijn werd opgesteld door het College voor de Archeologische Kwaliteit onder leiding van voorzitter Roel Brandt en beoogt kwaliteitsborging in de archeologie. Sinds 2005 valt het beheer van de KNA onder het Centraal College van Deskundigen (CCvD) Archeologie. In april 2024 is KNA-versie 4.2 van kracht geworden.
Aan de richtlijn, bedoeld om archeologisch onderzoek zo kwalitatief hoogwaardig mogelijk te laten plaatsvinden, dienen zowel commerciële bedrijven als de wetenschappelijke en overheidsinstituten zich te houden. De richtlijn schrijft onder meer voor in welke vorm en onder welke voorwaarden er inventariserend onderzoek (bureauonderzoek, booronderzoek, proefsleuvenonderzoek) dient plaats te vinden alvorens besloten kan worden tot een definitieve opgraving. Deze keten van typen onderzoek, oplopend in zwaarte, wordt wel de AMZ-cyclus genoemd. Iedere partij die archeologisch onderzoek dient te laten verrichten (particulier of overheid), bijvoorbeeld als gevolg van het bouwen van een huis, krijgt met deze cyclus uit de KNA te maken.